# Kanton L'Entre-Deux-Mers
L'Entre-Deux-Mers is een kanton van het Franse departement Gironde. Het kanton maakt deel uit van de arrondissementen Langon (51) en Bordeaux (6). Het telt 38.064 inwoners in 2018.
Het kanton  werd gevormd ingevolge het decreet van 20  februari 2014 met uitwerking op 22 maart 2015, met Cadillac als hoofdplaats.

## Gemeenten
Het kanton omvatte bij zijn vorming 58 gemeenten. Door de samenvoeging op 1 juni 2019 van de gemeenten Arbis en  Cantois tot de fusiegemeente (commune nouvelle)  Porte-de-Benauge omvat het kanton sindsdien volgende gemeenten: 
- Baigneaux
- Béguey
- Bellebat
- Bellefond
- Blésignac
- Cadillac
- Capian
- Cardan
- Caudrot
- Cessac
- Coirac
- Courpiac
- Donzac
- Escoussans
- Faleyras
- Frontenac
- Gabarnac
- Gornac
- Haux
- Ladaux
- Langoiran
- Laroque
- Lestiac-sur-Garonne
- Loupiac
- Lugasson
- Martres
- Monprimblanc
- Montignac
- Mourens
- Omet
- Paillet
- Le Pian-sur-Garonne
- Rions
- Romagne
- Saint-André-du-Bois
- Saint-Genis-du-Bois
- Saint-Germain-de-Grave
- Saint-Laurent-du-Bois
- Saint-Laurent-du-Plan
- Saint-Léon
- Saint-Macaire
- Saint-Maixant
- Saint-Martial
- Saint-Martin-de-Sescas
- Saint-Pierre-d'Aurillac
- Saint-Pierre-de-Bat
- Sainte-Croix-du-Mont
- Sainte-Foy-la-Longue
- La Sauve
- Semens
- Soulignac
- Tabanac
- Targon
- Le Tourne
- Verdelais
- Villenave-de-Rions